# Terrazza del Re lebbroso

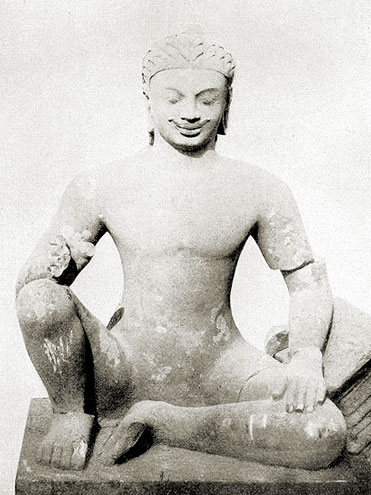
Statua originale del "Re lebbroso"

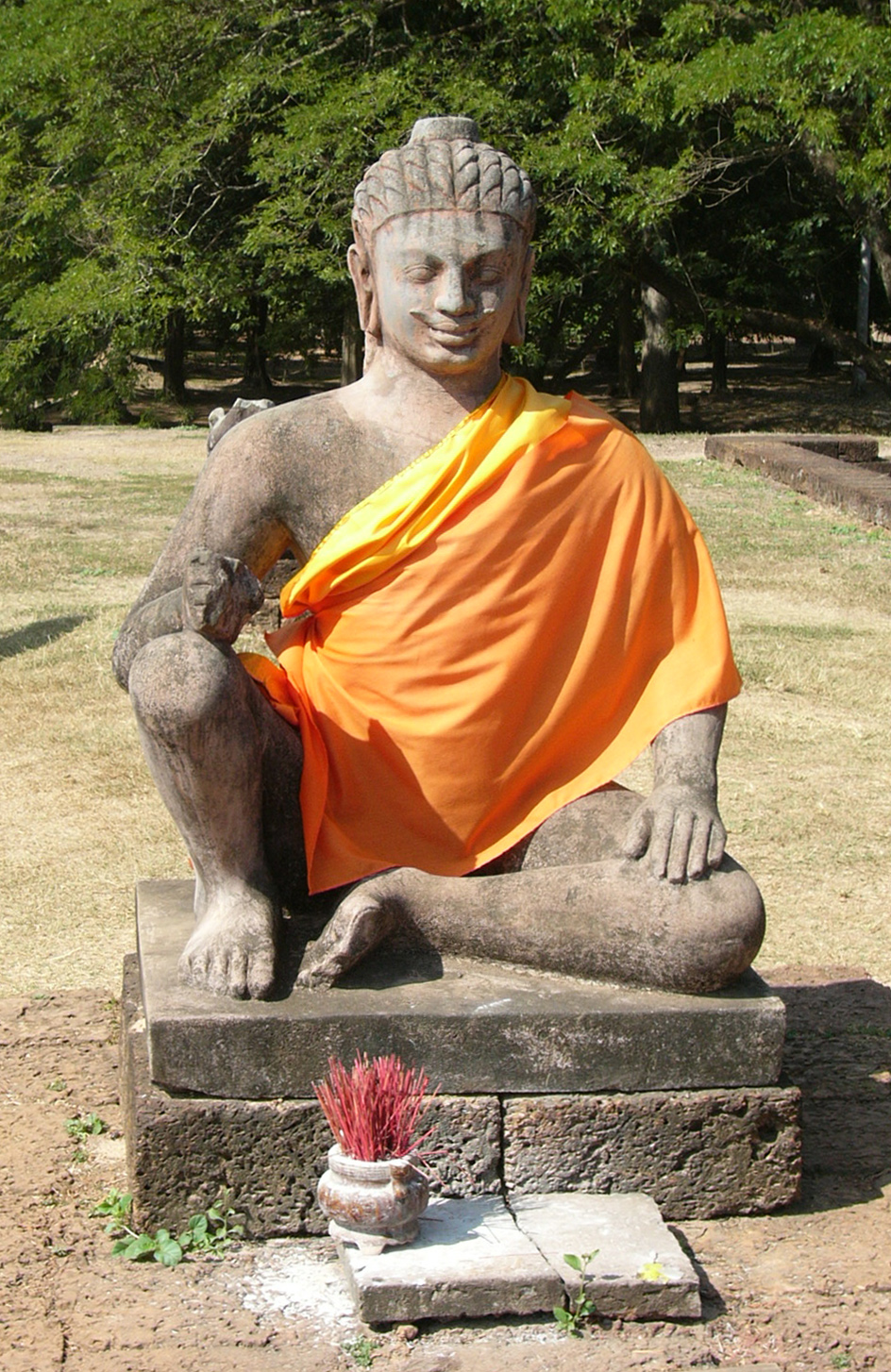
Replica della statua originale del "Re lebbroso"(dicembre 2004)

La terrazza del Re lebbroso è una parte del leggendario sito archeologico di Angkor, che si trova nella parte nord-est della piazza del re, ad Angkor Thom.

## Storia
La terrazza fu edificata dal grande sovrano dell'Impero Khmer Jayavarman VII. Il nome terrazza del re lebbroso le venne dato nel XV secolo, dopo la scoperta di una statua raffigurante il dio induista della morte Yama. Le condizioni di questa statua, al momento del ritrovamento, ricordavano quelle di una persona affetta dalla lebbra. Inoltre, una leggenda locale dice che un sovrano di Angkor sia morto proprio di lebbra.
Si pensa che in questo luogo venissero cremati i sovrani di Angkor.